# Jakub Vadlejch
Jakub Vadlejch (født 11. oktober 1990) er en tjekkisk atlet, der konkurrerer i spydkast.
Han repræsenterede sit land ved sommer-OL 2012 i London, hvor han blev elimineret i spydkvalifikationen.
Han vandt sølvmedaljen i mændenes spydkast ved sommer-OL 2020 i Tokyo. Han sluttede på andenpladsen bag Indiens Neeraj Chopra.